# Wolfgang Hanisch
Wolfgang Hanisch (República Democrática Alemana, 6 de marzo de 1951) es un atleta alemán retirado, especializado en la prueba de lanzamiento de jabalina en la que llegó a ser medallista de bronce olímpico en 1980.

## Carrera deportiva
En los JJ. OO. de Moscú 1980 ganó la medalla de bronce en el lanzamiento de jabalina, llegando hasta los 86.72 metros, siendo superado por los soviéticos Dainis Kūla (oro con 91.20 m) y Aleksandr Makarov (plata con 86.64 metros).